# Karwendel (vonat)

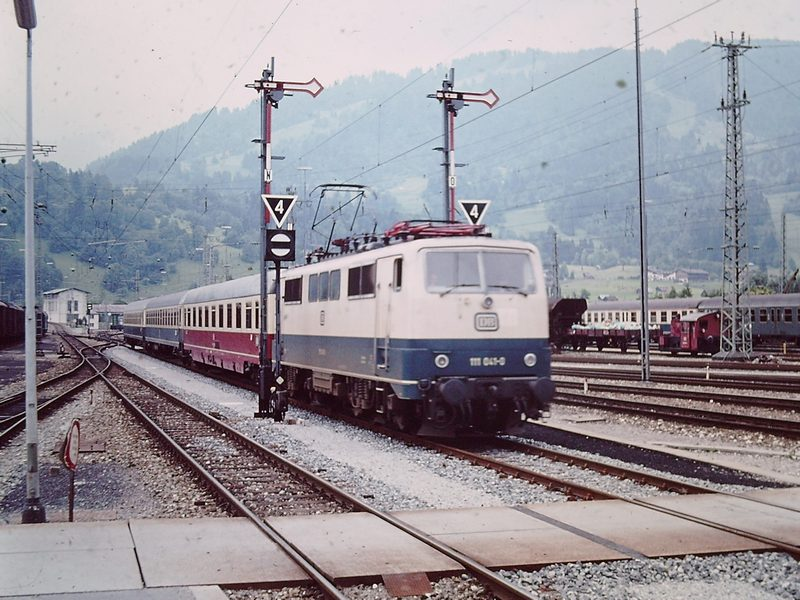
A Karwendel 1983. június 18-án egy DB 111 sorozatú villamos mozdonnyal

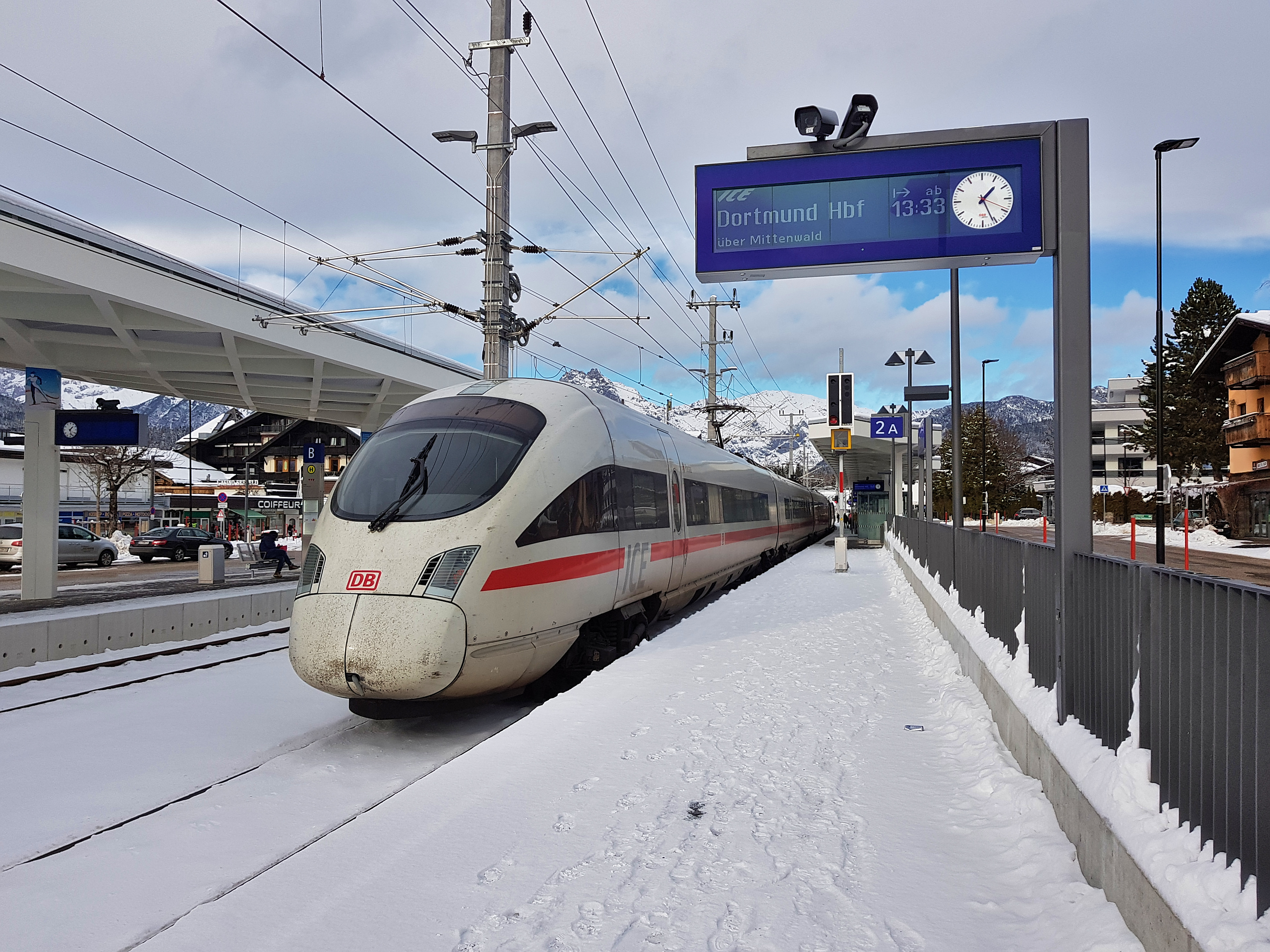
A Karwendel Seefeld in Tirolban 2018-ban

A Karwendel egy Németország és Ausztria között közlekedő nemzetközi gyorsvonat.
A vonat nevét a német-osztrák határt képező Karwendel hegyvonulatról kapta, amely a Garmisch-Partenkirchen-től délre található, és amelyen a Mittenwald-vasútvonal is áthalad. Az 1930-ban bevezetett járatot jelenleg a Deutsche Bahn üzemelteti Intercity-Express járatként.

## Története
A mittenwaldi vasútvonal 1912-es megnyitása óta a Karwendel-hegységben található turisztikai üdülőhelyek, mint Mittenwald és Seefeld in Tirol, elérhetővé váltak vonattal is. Az első D-Zug gyorsvonatok 1925-től közlekedtek a villamosított München-Garmisch-Partenkirchen vasútvonalon. 1930-ban a Deutsche Reichsbahn bevezette a Karwendel-Expresszt, amely a mittenwaldi határátkeléssel összekötötte Münchent Innsbruckkal a festői Karwendelbahn hegyvidéki útvonalán keresztül. Különleges személykocsikat építettek, amelyek az 1936. évi téli olimpiai játékok helyszínén, Garmisch-Partenkirchenben álltak meg. Az üzem a második világháborúban megszűnt.
A háború után a D-Zug járat Münchenből Seefelden át Innsbruckba közlekedett. 1969-ben a Deutsche Bundesbahn újra bevezette a Ft Karwendel vonatot VT 11.5 TEE dízelmotorvonatokkal. 1969-ben a csak szombaton közlekedő vonat a Garmisch és Seefeld közötti Karwendelbahn mentén számos téli sportközpontot kiszolgáló, turistacsomagnak minősített vonat volt. A vonat a Garmisch és Seefeld közötti Karwendelbahn mentén számos téli sportközpontot szolgált. A szolgáltatás Frankfurt am Mainból indult, jóval északabbról, mint a háború előtti müncheni indulás. 1971-től, az Intercity rendszer bevezetésétől a vonat az IC Karwendel nevet kapta.
1979 májusában bevezették a Brémából Innsbruckba közlekedő napi Intercity járatot IC Karwendel néven, amelyet a DB 103-as és DB 111-es villamos mozdonyok vontattak. 1987. május 31-én ez volt az egyik első EuroCity járat. Az EuroCity egészen Hamburgtól indult észak felé, és az eredeti déli végállomást, Innsbruckot 1987 szeptemberére már Seefeldre változtatták, és mindössze egy év EuroCity szolgálat után a vonatot Intercityvé alakították át.
2008 óta a Karwendel ICE-járat, amely ICE T (DB 411 sorozat) nagysebességű villamos motorvonatokkal közlekedik, északi végállomása Berlin, és csak hétvégén szolgálja ki a Münchentől délre eső régiót.
2017 júliusában Rolf Beuting murnaui polgármestert arról tájékoztatták, hogy a vasút tervezi a München-Innsbruck ICE vonatpár bérbeadását. Így a Ruhr-vidékről és Hamburg-Berlinből Garmisch-Partenkirchenbe csak napi két vonatpár marad. A Karwendel így elveszítené a mittenwaldi és seefeldi távolsági vonatát. A Deutsche Bahn indoklásként azt adta meg, hogy a vonat a csökkenő utasszám miatt gazdaságtalan. Ráadásul az Nürnberg–Erfurt nagysebességű vasútvonal megnyitása után nem illeszkedik a járműfordulóba. Az északról érkező utasoknak a másfél órával rövidebb utazási idő előnyére vált. A bajor és tiroli szomszédos települések polgármesterei tiltakoznak a döntés ellen. Attól tartanak, hogy az üdülővendégek, akiknek fontos a változatlan összeköttetés, a jövőben elkerülik Karwendel térségét. A polgármester szerint jelenleg a vendégek mintegy 25-25 százaléka utazik vonattal Mittenwaldba. A szolgáltatást 2018 decemberében állítják helyre.